# La Marche
La Marche ist eine französische Gemeinde mit 525 Einwohnern (Stand 1. Januar 2022) im  Département Nièvre in der Region Bourgogne-Franche-Comté. Sie gehört zum Arrondissement Cosne-Cours-sur-Loire und zum Kanton La Charité-sur-Loire. Die Bewohner werden Marchois und Marchoises genannt.

## Geographie
Die Gemeinde La Marche liegt an der Loire, etwa 20 Kilometer nordnordwestlich von Nevers. Im Westen grenzt die Gemeinde an das Département Cher. Durch das Gemeindegebiet führt die Autobahn 77. La Marche hat seit 1861 einen Haltepunkt an der Bahnstrecke Moret-Veneux-les-Sablons–Lyon-Perrache, der von Zügen des TER Bourgogne-Franche-Comté der Verbindung Cosne-sur-Loire–Nevers bedient wird.

## Bevölkerungsentwicklung
| Jahr                       | 1962 | 1968 | 1975 | 1982 | 1990 | 1999 | 2007 | 2019 |
| Einwohner                  | 315  | 337  | 417  | 482  | 511  | 522  | 595  | 558  |
| Quellen: Cassini und INSEE |      |      |      |      |      |      |      |      |

## Sehenswürdigkeiten
- Kirche Saint-Martin
- Ehemaliger Donjon, seit 1993 als Monument historique eingeschrieben

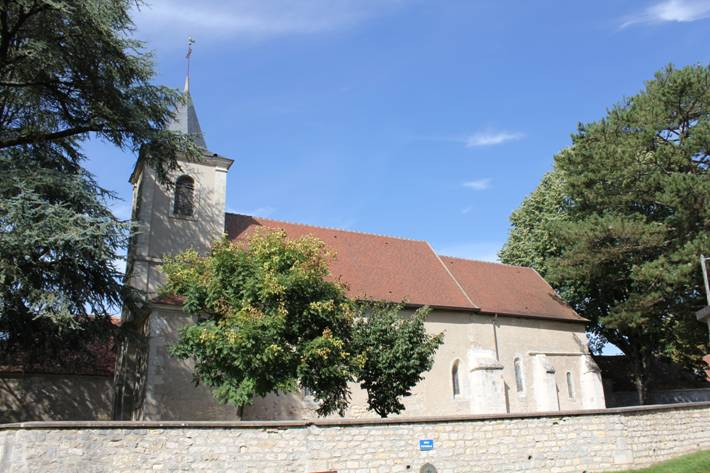
Kirche Saint-Martin
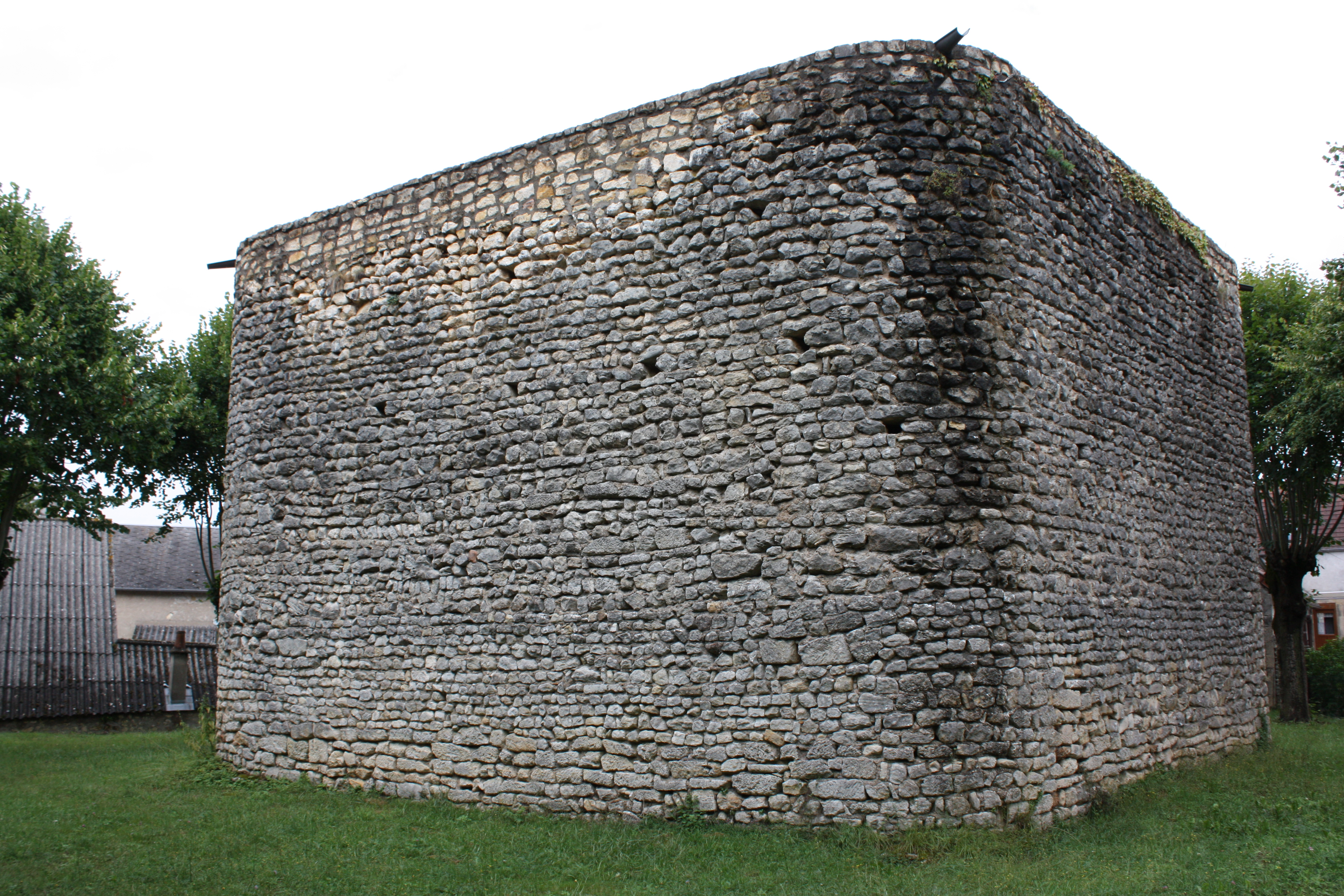
Ehemaliger Donjon